# Ziad Jarrah
Ziad Samir Jarrah (arabsko: زياد سمير جراح, Ziyād Samīr Jarrāḥ), član Al Kaide in eden od povzročiteljev napadov 11. septembra, *11. maj 1975, †11. september 2001. 
Jarrah je bil ugrabitelj-pilot letala United Airlines leta 93 in po uporu potnikov letalo v okviru usklajenih napadov strmoglavil na polje na podeželju blizu mesta Shanksville v Pensilvaniji. 
Po bogati in sekularni vzgoji se je Jarrah leta 1996 preselil v Nemčijo. V načrtovanje napadov 11. septembra se je vključil, ko je konec devetdesetih let obiskoval hamburško univerzo uporabnih znanosti (HAW) in se tam spoznal z Mohamedom Atta, Marwan al-Shehhi in Ramzijem bin al-Shibh, ki so tvorili tako imenovano hamburško celico. Jarrah je za napade leta 1999 zaposlil Osama bin Laden. Edini med ugrabitelji je bil blizu svoji družini in dekletu. Po poročanju je bil edini ugrabitelj, ki je izražal zaskrbljenost glede izvedbe napadov. Jarrah je v ZDA prispel junija 2000. Od junija 2000 do januarja 2001 je po preselitvi na Florido iz New Jerseyja treniral v družbi Huffman Aviation skupaj z Atto in Al-Shehhijem z njunim inštruktorjem letenja Rudijem Dekkersom.
7. septembra 2001 je Jarrah odletel iz Fort Lauderdale v Newark. Štiri dni kasneje se je vkrcal na let 93 letalske družbe United Airlines in domnevno je prevzel vlogo pilota letala skupaj s svojo ekipo ugrabiteljev, med katerimi so bili Saeed al-Ghamdi, Ahmed al-Nami in Ahmed al-Haznawi, ki so skupaj poskušal letalo strmoglaviti v hišo ameriškega kongresa ali Belo hišo, kar je bilo onemogočeno, ko so potniki sprožili upor proti ugrabiteljem.